# دوزن
دوزن (بالفارسية: دوزن) هي قرية تقع في قسم بسطام الريفي (مقاطعة تشايبارة) في إيران. يقدر عدد سكانها بـ 32 نسمة .